# Molophilus (Molophilus) phallodontus
Molophilus (Molophilus) phallodontus is een tweevleugelige uit de familie steltmuggen (Limoniidae). De soort komt voor in het Neotropisch gebied.